# Marcos Calderón
Marcos Calderón (11 de juliol de 1928 – 8 de desembre de 1987) és un futbolista peruà i entrenador.
Va formar part de l'equip peruà a la Copa del Món de 1978 com a entrenador.
Pel que fa a clubs, defensà els colors de Sport Boys.
Va morir en el desastre aeri de l'Alianza Lima el 1987.